# Nhu Nhiên
Nhu Nhiên (tiếng Trung: 柔然; bính âm: Róurán; Wade–Giles: Jou-jan; nghĩa đen 'mềm yếu') hay Nhuyễn Nhuyễn/Như Như/Nhuế Nhuế (tiếng Trung: 蠕蠕/茹茹/芮芮; bính âm: Ruǎnruǎn/Rúrú/Ruìruì; nghĩa đen 'mềm nhũn/thối nát/nhỏ xíu') hoặc Đàn Đàn (tiếng Trung: 檀檀; bính âm: Tántán; nghĩa đen 'Tatar'), tiếng Thổ Nhĩ Kỳ: Hun, là một liên minh các bộ lạc du mục trên biên giới phía bắc Trung Quốc bản thổ từ cuối thế kỷ 4 cho tới giữa thế kỷ 6. Đôi khi người ta giả định rằng người Nhu Nhiên chính là người Avar, những người sau này xuất hiện tại châu Âu. Thuật ngữ Nhu Nhiên là sự phiên âm sang tiếng Việt từ cách đọc và ghi của tiếng Trung quan thoại trong phát âm tên gọi của liên minh được sử dụng để nói tới chính liên minh này. Nhuyễn Nhuyễn và Như Như đôi khi cũng được sử dụng mặc dù từng có thời bị coi là sự xúc phạm. Chúng xuất phát từ chỉ dụ do Thái Vũ đế của Bắc Ngụy ban hành, người đã tiến hành cuộc chiến chống lại người Nhu Nhiên và có mục đích để hăm dọa liên minh này. Quyền lực của người Nhu Nhiên bị liên minh Đột Quyết với các triều đại Bắc Tề và Bắc Chu tại Trung Quốc cùng các bộ lạc Trung Á khác phá hủy năm 552.

## Phát triển và suy tàn

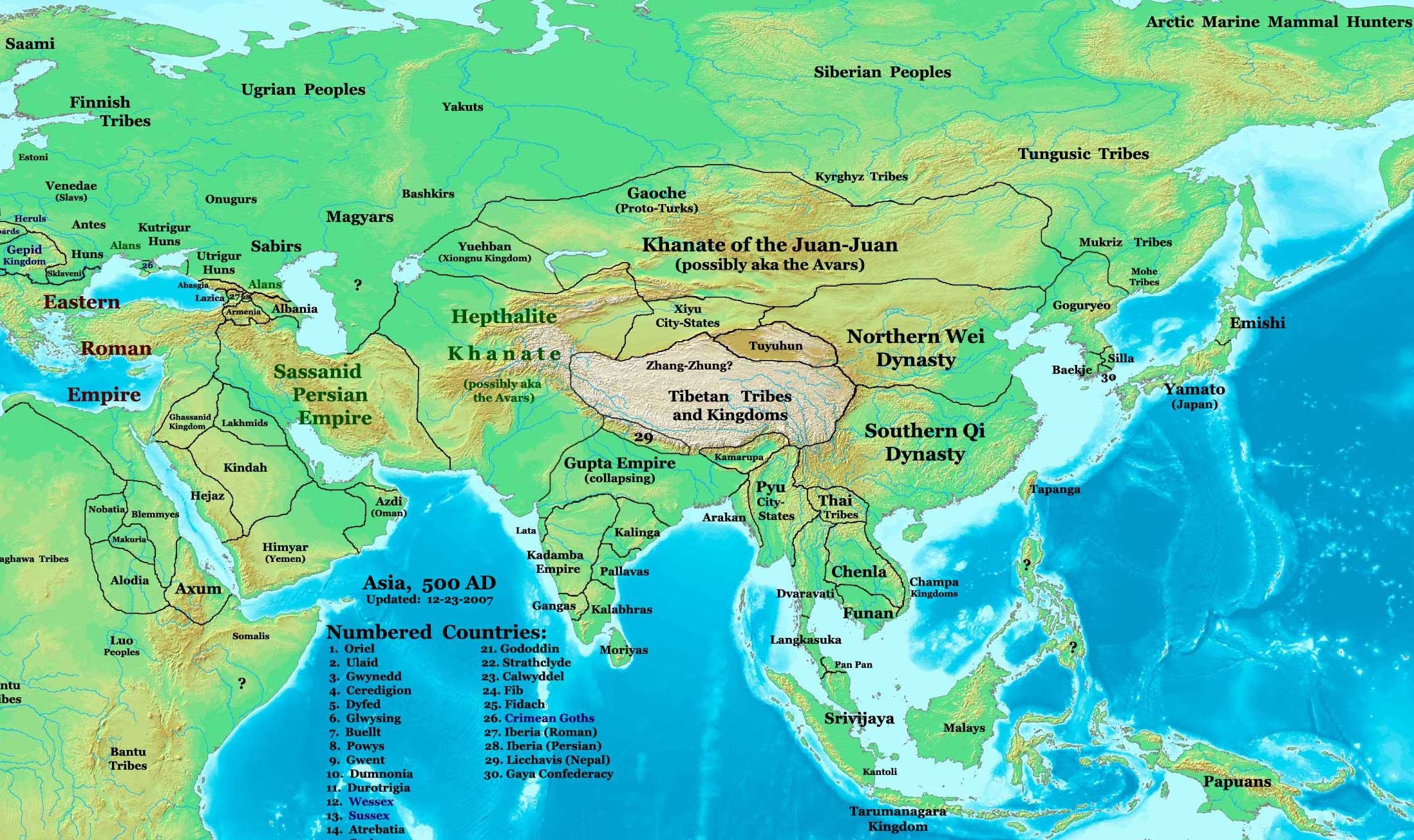
Châu Á khoảng năm 500, chỉ ra vị trí của đế quốc Nhu Nhiên (trên bản đồ ghi là Khanate of the Juan-Juan) và các quốc gia láng giềng.